# Олаві Йоханнес Маттіла
Олаві Йоганнес Маттіла (фін. Olavi Johannes Mattila; 24 жовтня 1918, Гювінкяа, Фінляндія — 4 серпня 2013, Гювінкяа, Фінляндія) — фінський політик і дипломат; з 1971 по 1972, і з червня по листопад 1975 року — міністр закордонних справ Фінляндії.

## Біографія
У 1946 році здобув вищу освіту в галузі машинобудування, в 1950 році отримав MBA. Працював у бізнесі. У 1952 році призначений на посаду торгового радника для просування фінської зовнішньої торгівлі в КНР. У 1957—1960 рр. — торговий секретар посольства в Аргентині.
Пізніше він став директором у міністерстві торгівлі та промисловості. Він працював у державній Valmet, спочатку головним виконавчим директором з 1965 по 1973 рік і головою правління з 1973 по 1982 рік. Він був також головою ради Enso-Гутцайт, іншої державної компанії.
1960—1963 рр. — начальник відділу торгівлі міністерства зовнішньої торгівлі, відповідав за «східний» напрям. Увійшов до найближчого оточення президента Кекконена,
1963—1964 рр. — міністр торгівлі та промисловості Фінляндії,
1965—1973 рр. — головний виконавчий директор і в 1975—1982 рр. — голова Правління машинобудівного і суднобудівного концерну Valmet. Особливу увагу приділяв розвитку суднобудування, домігшись істотного підвищення рентабельності. Крім того, значний прогрес стався в тракторобудуванні — розроблено оригінальну модель, введено в експлуатацію філію в Бразилії; постачалася техніка для фінського метро. Також втілено спільно зі шведським концерном Saab спільний проєкт у галузі автомобілебудування і проєкт зі створення нових машин з «Enso Gutzeit» в целюлозно-паперовій промисловості.
1971—1972 і в червні-листопаді 1975 року — міністр закордонних справ Фінляндії.
Однак внаслідок економічних проблем концерну Valmet в кінці 1970-х років політичний вплив Маттіли став знижуватися і йому довелося відмовитися від президентських амбіцій після відставки У. Кекконена в 1981 році. У 2004 році був засуджений до умовного ув'язнення за участь у шахрайській схемі зі злочинцями з Нігерії. Його син Оллі Маттіла, який працював у системі МЗС, був засуджений на початку 2000-х років за шпигунство.